# Worcester (Wisconsin)
Worcester es un pueblo ubicado en el condado de Price en el estado estadounidense de Wisconsin. En el Censo de 2010 tenía una población de 1555 habitantes y una densidad poblacional de 4,96 personas por km².

## Geografía
Worcester se encuentra ubicado en las coordenadas 45°43′58″N 90°19′11″O / 45.73278, -90.31972. Según la Oficina del Censo de los Estados Unidos, Worcester tiene una superficie total de 313.58 km², de la cual 303.96 km² corresponden a tierra firme y (3.07%) 9.62 km² es agua.

## Demografía
Según el censo de 2010, había 1555 personas residiendo en Worcester. La densidad de población era de 4,96 hab./km². De los 1555 habitantes, Worcester estaba compuesto por el 98.84% blancos, el 0.06% eran afroamericanos, el 0.32% eran amerindios, el 0% eran asiáticos, el 0.13% eran isleños del Pacífico, el 0% eran de otras razas y el 0.64% pertenecían a dos o más razas. Del total de la población el 0.26% eran hispanos o latinos de cualquier raza.